# トミー・クルーズ
シリーロ・クルーズ・ディーラン（Cirilo "Tommy" Cruz Dilan、1951年2月15日 - ）は、プエルトリコ出身の元プロ野球選手（外野手）。
兄にホセ・クルーズ（元ヒューストン・アストロズほか）、弟にヘクター・クルーズ（元読売ジャイアンツ）がおり、「クルーズ三兄弟」と呼ばれた。

## 経歴
1980年に日本ハムファイターズに入団。来日1年目から打率.309、26本塁打、84打点の好成績を記録。翌1981年もチームのリーグ優勝に貢献。1982年の西武とのパシフィック・リーグプレーオフでは1勝3敗で敗れたが第2戦で工藤公康から同点タイムリー、第3戦で杉本正から先制タイムリー、第4戦で東尾修から2ラン本塁打を放つなど活躍した。1984年には打率.348、29本塁打、96打点を記録し、ベストナインに選ばれる（この年に三冠王を獲得したブーマー・ウェルズ（阪急）とタイトル争いをするほどだった）。同年のオールスターゲーム第3戦では、江川卓の「8連続奪三振」の8人目の打者となった。1985年にも打率3割を記録したが、契約で揉めて退団となった。契約で揉めて退団となった。
在籍時は3番クルーズ、4番トニー・ソレイタ、5番柏原純一（柏原とクルーズは入れ替えで3・5番を務めた）のクリーンナップを組んだが、ソレイタや柏原は後にクルーズについて「私生活では良い奴であり、野球では一切、自分に妥協を許さなかった選手」と語っている。
顔面に死球を食らって大出血、担架と救急車で球場を後にしたこともある。しかし、顔を7針縫ったにもかかわらず、翌日の試合にスタメン出場し、猛打賞を記録した。当時の監督大沢啓二のお気に入りだったことも伝えられている。顔面に死球を食らって大出血、担架と救急車で球場を後にしたこともある。しかし、顔を7針縫ったにもかかわらず、翌日の試合にスタメン出場し、猛打賞を記録した。当時の監督大沢啓二のお気に入りだったことも伝えられている。
メジャーリーグでは7試合出場にとどまったが、日本では実働6年間のうち退団する1985年までで4回も3割以上の打率を残し、さらに通算打率.310、通算120本塁打を打った。また、三振が非常に少ない打者であった。

## 詳細情報

### 年度別打撃成績
| 年 度    | 球 団    | 試 合 | 打 席 | 打 数 | 得 点 | 安 打 | 二 塁 打 | 三 塁 打 | 本 塁 打 | 塁 打 | 打 点 | 盗 塁 | 盗 塁 死 | 犠 打 | 犠 飛 | 四 球 | 敬 遠 | 死 球 | 三 振 | 併 殺 打 | 打 率 | 出 塁 率 | 長 打 率 | O P S |
| -------- | -------- | ----- | ----- | ----- | ----- | ----- | -------- | -------- | -------- | ----- | ----- | ----- | -------- | ----- | ----- | ----- | ----- | ----- | ----- | -------- | ----- | -------- | -------- | ----- |
| 1973     | STL      | 3     | 0     | 0     | 1     | 0     | 0        | 0        | 0        | 0     | 0     | 0     | 0        | 0     | 0     | 0     | 0     | 0     | 0     | 0        | ----  | ----     | ----     | ----  |
| 1977     | CWS      | 4     | 2     | 2     | 1     | 0     | 0        | 0        | 0        | 0     | 0     | 0     | 0        | 0     | 0     | 0     | 0     | 0     | 0     | 0        | .000  | .000     | .000     | .000  |
| 1980     | 日本ハム | 127   | 513   | 488   | 62    | 151   | 27       | 3        | 26       | 262   | 84    | 4     | 4        | 1     | 2     | 20    | 0     | 2     | 44    | 14       | .309  | .338     | .537     | .875  |
| 1981     | 日本ハム | 116   | 502   | 465   | 65    | 138   | 30       | 2        | 18       | 226   | 75    | 2     | 1        | 0     | 3     | 32    | 2     | 2     | 36    | 10       | .297  | .343     | .486     | .829  |
| 1982     | 日本ハム | 125   | 507   | 477   | 55    | 128   | 24       | 1        | 17       | 205   | 67    | 1     | 1        | 1     | 4     | 22    | 3     | 3     | 39    | 21       | .268  | .302     | .430     | .732  |
| 1983     | 日本ハム | 113   | 482   | 434   | 34    | 139   | 21       | 1        | 11       | 195   | 74    | 2     | 1        | 0     | 6     | 39    | 0     | 3     | 32    | 10       | .320  | .376     | .449     | .825  |
| 1984     | 日本ハム | 124   | 527   | 489   | 66    | 170   | 36       | 2        | 29       | 297   | 96    | 0     | 1        | 0     | 5     | 33    | 6     | 0     | 37    | 12       | .348  | .385     | .607     | .992  |
| 1985     | 日本ハム | 107   | 464   | 427   | 63    | 137   | 17       | 2        | 19       | 215   | 70    | 0     | 0        | 0     | 5     | 32    | 3     | 0     | 32    | 11       | .321  | .364     | .504     | .868  |
| MLB：2年 | MLB：2年 | 7     | 2     | 2     | 2     | 0     | 0        | 0        | 0        | 0     | 0     | 0     | 0        | 0     | 0     | 0     | 0     | 0     | 0     | 0        | .000  | .000     | .000     | .000  |
| NPB：6年 | NPB：6年 | 712   | 2995  | 2780  | 345   | 863   | 155      | 11       | 120      | 1400  | 466   | 9     | 8        | 2     | 25    | 178   | 14    | 10    | 220   | 78       | .310  | .351     | .504     | .855  |

- 各年度の太字はリーグ最高

### 表彰
NPB
- ベストナイン：1回 （外野手部門：1984年）
- 月間MVP：2回 （1980年9月、1984年9月）
- パ・リーグプレーオフ優秀選手賞：1回 （1982年）
- 後楽園MVP：1回 （1984年）

### 記録
NPB初記録
- 初出場・初先発出場：1980年4月5日、対西武ライオンズ前期1回戦（後楽園球場）、3番・右翼手として先発出場
- 初安打：1980年4月8日、対阪急ブレーブス前期1回戦（阪急西宮球場）、2回表に山下浩二から
- 初本塁打・初打点：1980年4月21日、対南海ホークス前期4回戦（大阪球場）、5回表に杉田久雄から2ラン

NPB節目の記録
- 100本塁打：1984年9月17日、対ロッテオリオンズ23回戦（後楽園球場）、8回裏に石川賢からソロ ※史上136人目

NPBその他の記録
- オールスターゲーム出場：2回 （1982年、1984年）

### 背番号
- 17 （1973年）
- 25 （1977年）
- 44 （1980年 - 1985年、2018年）
- 42 （2016年 - 2017年）
- 3 （2020年）
- 14 （2024年 - ）